# Puksoozero
Puksoozero (ryska Пуксоозеро) är en ort i länet Archangelsk oblast i Ryssland. Den ligger drygt 20 kilometer sydost om Plesetsk vid sjön Puksoozero. Den är centralort för landsbygdsdistriktet Puksoozerskoje, som hade 498 invånare i början av 2015.